# Test projectif

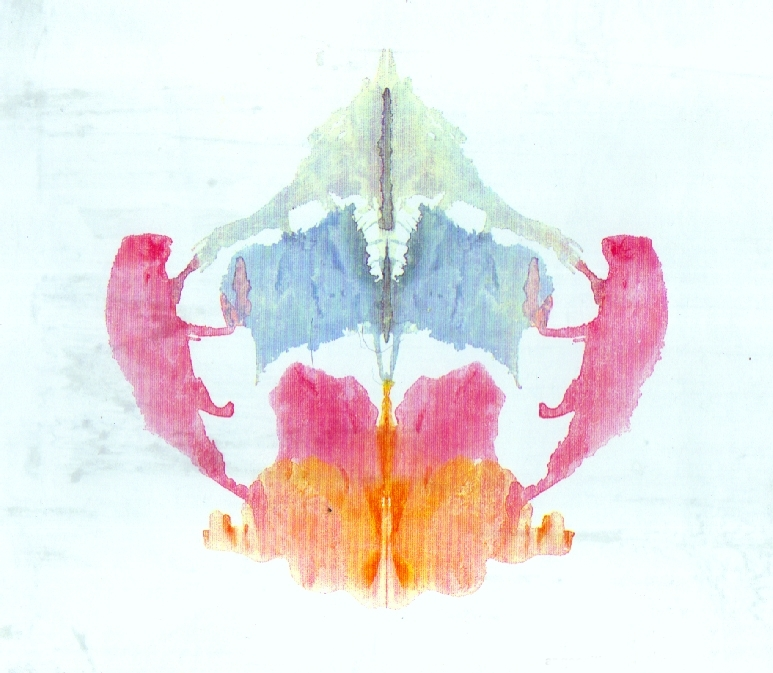
Test de Rorschach, exemple de test projectif en psychologie.

Un test projectif est un outil d'évaluation psychologique précis qui exploite les réponses spontanées produites par la personne soumise à des stimuli, le principe étant que ces réponses indiquent tel ou tel mécanisme inconscient ou certains traits de personnalité du sujet. Cette technique permet de passer la barrière du cortex cérébral (le nouveau cerveau : analytique, rationnel, mathématique, logique) afin d'atteindre des parties du cerveau plus profondes (système limbique) afin d'avoir une idée plus précise de la vraie personnalité du patient. Aussi appelé « test non verbal », on l'oppose en général aux méthodes dites objectives dans lesquelles les réponses retenues font partie d'un ensemble de possibilités soigneusement prédéterminées (par exemple, un questionnaire à choix multiples) et synthétisées sans intervention humaine essentielle (analyse automatisée et résultats numériques) et qui prétendent donc à un certain degré d'objectivité.

## Théorie
Quand on pose une question spécifique à un sujet, la réponse donnée est consciemment formulée et socialement déterminée. Les réponses ne reflètent pas l'Inconscient du sujet ni ses motivations ou ses attitudes implicites. Les motivations profondes ne sont pas consciemment accessibles au sujet ou il ne peut pas les exprimer verbalement dans la forme demandée par celui qui pose la question (chercheur/interviewer). Les partisans du Test projectif soulignent l'importance de l’ambiguïté des stimuli; le sujet est amené à réfléchir à un niveau plus profond que celui superficiel des questions directes et explicites. La popularité du Test projectif a diminué durant les années 80 et 90 dans les pays anglo-saxons en raison du déclin des méthodes et des théories psychanalytiques, néanmoins, la pratique reste encore fréquemment utilisée en Europe et en France.

## Hypothèse projective
Il est supposé qu'un individu structure une situation ambiguë en mettant en valeur ses propres besoins conscients et inconscients. La situation renvoie aux dimensions psychiques internes du sujet tout en focalisant son attention sur autre ensemble d'éléments abstraits et concrets. Le test projectif est une manière indirecte d’évaluation de l’état émotionnel et du fonctionnement mental d'un sujet. Il permet :
- la réduction de la tendance à fabriquer ou falsifier ses réponses ;
- un accès aux deux aspects conscient et inconscient d'un discours.

Le test projectif ne dépend pas des capacités du sujet à verbaliser les situations.

## Exemples de tests projectifs
- Test de Rorschach
- Thematic Apperception Test
- (en)|Test de l'arbre

## Note
Étude1 : https://www.psychologicalscience.org/newsresearch/publications/journals/sa1_2.pdf Scientific American, May 2001

Étude2 : https://www.psychologicalscience.org/pdf/pspi/pspi1_2.pdf SO Lilienfeld, JM Wood, HN Garb. Psychological Science in the Public Interest, 2000